# Euskal Herriaren Alde
Euskal Herriaren Alde (A favor d'Euskal Herria, en basc) és una candidatura francesa d'ideologia abertzale formada per les eleccions al Parlament Europeu de 2009 en la circumscripció Sud-oest (Aquitània, Llenguadoc-Rosselló, Migdia-Pirineus). És la candidatura promoguda per l'entorn de Batasuna. El cap de llista fou Ixabel Etxeberria, regidora d'Urruña i membre d'Udalbiltza.
Amb motiu del procés obert per tractar d'anul·lar la candidatura d'Iniciativa Internacionalista, Batasuna va declarar que les seves intencions inicials havien estat les de presentar, sota el nom Euskal Herriaren Alde, una mateixa candidatura a França i a Espanya, sobiranista i d'esquerres. No obstant això, va constatar que només havia estat possible fer-ho a França, acusant la resta de forces independentistes a Espanya (la resta de forces polítiques cridades a participar en aquest projecte) d'haver-ho impedit en haver anteposat els seus propis interessos partidistes. Euskal Herriaren Alde va rebre el suport, entre d'altres, de Mirentxu Laco, cap de llista de la candidatura de l'esquerra abertzale a França, Herritarren Zerrenda, a les anteriors eleccions europees.
Euskal Herriaren Alde va obtenir 5.639 vots al departament de Pirineus Atlàntics (2,70% en aquest departament), i 161 més a la resta de la circumscripció Sud-oest, cosa que no li va permetre obtenir cap escó.